# Vesna Dekleva
Vesna Dekleva (ur. 6 kwietnia 1975 w Koprze) – słoweńska żeglarka sportowa, olimpijka.
Zawodniczka trzykrotnie reprezentowała swój kraj na igrzyskach olimpijskich: 1996 (klasa Europa – 18. miejsce), 2004 (470 – 4. miejsce w parze z Klarą Maučec) i 2008 (470 – 13. miejsce w parze z Klarą Maučec). W 2004 zdobyła, wraz z Klarą Maučec, srebro na mistrzostwach świata w klasie 470.